# Limnonectes kenepaiensis
Espèce
Synonymes
- Rana paramacrodon kenepaiensis Inger, 1966

Statut de conservation UICN

 VU  : Vulnérable
Limnonectes kenepaiensis est une espèce d'amphibiens de la famille des Dicroglossidae.

## Répartition
Cette espèce est endémique de Bornéo. Elle se rencontre :
- en Indonésie au Kalimantan ;
- en Malaisie orientale, dans les États du Sarawak et du Sabah.

## Description
Le mâle holotype mesure 37,4 mm et la femelle paratype 53,4 mm.

## Étymologie
Son nom d'espèce, composé de kenepai et du suffixe latin -ensis, « qui vit dans, qui habite », lui a été donné en référence au lieu de sa découverte, les monts Kenepai dans l'ouest du Kalimantan.

## Publication originale
- Inger, 1966 : The systematics and zoogeography of the amphibia of Borneo. Fieldiana, Zoology, vol. 52 (texte intégral).